# Bank of America
Bank of America (Banco da América em português) é um dos maiores bancos dos Estados Unidos e tem sede em Charlotte, Carolina do Norte.
É a segunda maior holding bancária nos Estados Unidos. Desde 2010, o Bank of America é a quinta maior empresa americana em termos de receitas totais, e a terceira maior empresa não petrolífera dos Estados Unidos. A revista Forbes lista o banco como a terceira maior empresa do mundo. 
Após a aquisição da Merrill Lynch, em 2008, o Bank of America  tornou-se a maior corporação de gestão de fortunas do mundo, assumindo o protagonismo no mercado de  bancos de investimento. Segundo o relatório Scorpio Partnership Global  Private Banking Benchmark, os ativos sob gestão do banco  totalizaram US$1.866,6 bilhões em 2014 - com um incremento de 12,5% em relação a 2013.
Em 2022, o banco ocupou a centésima-quinta posição no ranking das 500 maiores empresas do mundo, segundo a Fortune.